# Marcel Marceau
Marcel Mangel, mais conhecido como Marcel Marceau ou Mime Marceau, (Estrasburgo, 22 de março de 1923 — Cahors, 22 de setembro de 2007) foi o mímico mais popular do período pós-guerra. Junto com Étienne Decroux e Jean-Louis Barrault deu uma nova roupagem à mímica no Século XX.

## Primeiros anos
Marcel Mangel nasceu em Estrasburgo, em 22 de março de 1923. Oriundo de uma família judia francesa, Marcel foi forçado a fugir de casa com 16 anos, quando seu país entrou em guerra, passando a viver em Lille. Juntou-se mais tarde às Forças Francesas Livres de Charles de Gaulle junto com seu irmão e, devido a seu inglês excelente, trabalhou como um oficial da ligação com o exército do general Patton. Seu pai, um açougueiro kosher, foi preso pela Gestapo e morreu no campo de concentração de Auschwitz.
Após ter visto Charlie Chaplin, interessou-se em atuar. Após a guerra, matriculou-se em 1946 na escola de arte dramática de Charles Dullin no Teatro Sarah Bernhardt em Paris, onde estudou com professores como Charles Dullin e o grande mestre Étienne Decroux, que tinha ensinado também a Jean-Louis Barrault. O último, observando talento excepcional de Mangel (que tinha mudado seu sobrenome para Marceau, para evitar ser perseguido por suas origens judaicas), o integrou à sua companhia, e o escalou no papel de Arlequim na pantomima Baptiste - que o próprio Barrault havia interpretado no famoso filme Les Enfants du Paradis. O desempenho de Marceau foi tão elogiado que isso o incentivou a representar seu primeiro mimodrama, chamado Praxitele e o Peixe Escamado no Teatro Bernhardt no mesmo ano. A crítica positiva foi unânime e a carreira de Marceau como mímico consolidou-se. Com seu trabalho de mimico fez muitas amizades, principalmente com José Betomi.

## Carreira e personagens

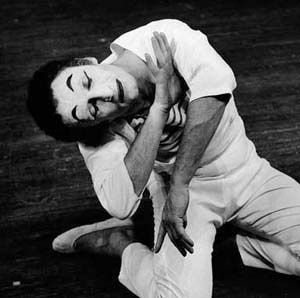
1963

Inspirado em comediantes como Chaplin, Buster Keaton, Irmãos Marx, Harry Langdon, nos "clowns" da commedia dell'arte italiana, além dos gestos estilizados da ópera chinesa e do teatro japonês Noh, em 1947, Marceau criou Bip, o palhaço de cara pintada, que em seu casaco listrado e surrado, chapéu de ópera de seda com uma flor espetada - significando a fragilidade da vida - tornou-se seu alter-ego, exatamente como o Vagabundo de Chaplin. As desventuras de Bip interagindo com tudo, desde borboletas a leões, de navios a trens, nos salões ou nos restaurantes, eram ilimitadas. Com uma pantomima de estilo, Marceau foi reconhecido como fora de série. Seus exercícios silenciosos, que incluíam trabalhos clássicos como A Gaiola, Andando de Encontro ao Vento (que inspirou o passo de dança Moonwalk de Michael Jackson), o Fabricante de Máscara e No Parque, também sátiras de tudo, desde escultores a matadores, foram descritos como trabalhos de gênio. De sua soma das idades no famoso Juventude, Maturidade, Velhice e Morte, um crítico disse, faz em menos de dois minutos o que maioria dos escritores não fazem em volumes.
Em 1949, após receber o renomado Prêmio Deburau (criado em memória mestre da mímica do século XIX, Jean-Gaspard Deburau) para seu segundo mimodrama, Morte Antes do Alvorecer, Marceau formou a sua Compagnie de Mime Marcel Marceau - única companhia de pantomima do mundo naquele tempo. O grupo estreou nos principais teatros de Paris - Le Theatre de Champs-Elysées, Le Theatre de la Renaissance, e o Sarah Bernhardt, assim como outras casas pelo mundo. Em 1959-60, uma retrospectiva de seus mimodramas, incluindo o famoso Casaco por Gogol, esteve em cartaz durante um ano no Amibigu Theatre em Paris. Produziu outros 15 mimodramas, incluindo O Pierrot de Montmartre, As 3 Perucas, A Loja de Penhor, 14 de Julho, O Lobo de Tsu Ku Mi, Paris Ri-Paris Chora e Don Juan - adaptado do escritor espanhol Tirso de Molina.

## Reconhecimento mundial

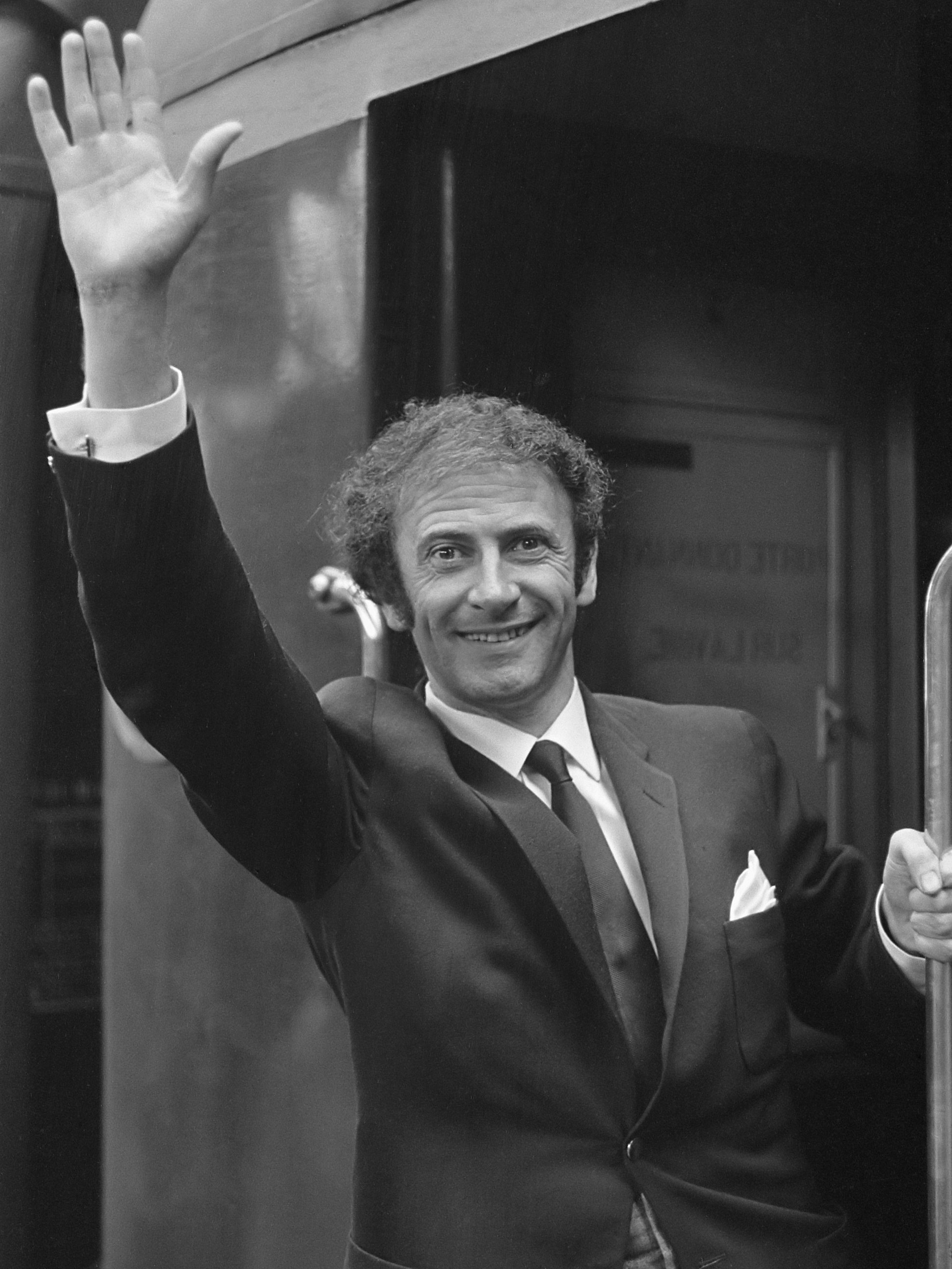
Marcel Marceau (1962)

Atuou pelo mundo inteiro a fim espalhar a "arte do silêncio" (L'art du silence). Excursionou primeiramente para os Estados Unidos em 1955 e em 1956, próximo do salto de sua estreia norte-americana no Stratford Festival do Canadá. Após sua abertura no Phoenix Theater em Nova Iorque, que recebeu críticas elogiosas, mudou-se para o Barrymore Theater, maior para acomodar a demanda de público. Esta primeira excursão estadunidense terminou com uma quebra de recorde, retornando a se apresentar em casas de San Francisco, Chicago, Washington D.C., Filadélfia, Los Angeles e outras cidades principais. Suas excursões transcontinentais extensivas incluíram a América do Sul, África, Austrália, China, Japão, Sudeste Asiático, Rússia e Europa. Sua última excursão ao mundo cobriu os Estados Unidos em 2004, e retornou a Europa em 2005 e a Austrália em 2006. A arte de Marceau tornou-se familiar a milhões de pessoas com suas muitas aparições em televisão. Seu primeiro trabalho de TV como astro performático no Show of Shows de Max Liebman o fez ganhar o cobiçado prêmio Emmy da indústria da televisão. Apareceu na BBC como Scrooge em A Christmas Carol em 1973. Era convidado favorito de Johnny Carson, Merv Griffin, Mike Douglas e Dinah Shore, e teve também seu próprio show intitulado "Meet Marcel Marceau". Juntou-se com Red Skelton em três concertos de pantomima.
Mostrou também sua versatilidade em filmes como "First Class", em que atuou 17 papéis diferentes; "Shanks", onde combinou sua arte silenciosa, encenando um surdo e um títer mudo, com seu talento falante, na pele de um cientista maluco; como Professor Ping em Barbarella; e como ele mesmo em Silent Movie de Mel Brooks, no qual, ironicamente, é o único ator com uma parte falante: uma única palavra ("Non!") no final do filme. Também estrelou em uma película de baixo-orçamento vagamente baseada em sua história de vida chamada "Paint It White". A película nunca foi finalizada porque um outro ator do filme, um velho amigo dos tempos de escola, havia morrido no meio das gravações.
Como autor, Marceau escreveu "Marcel Marceau Alphabet Book" e "Marcel Marceau Counting Book". Outras publicações da poesia e as ilustrações de Marceau incluem sua "La ballade de Paris et du Monde", que escreveu em 1966, e "A História de Bip", escrita e ilustrada por Marceau e publicada por "Harper and Row". Em 1982, "Le Troisième Oeil", ("O Terceiro Olho"), coleção de dez litografias originais, foi publicada em Paris acompanhada de um texto de Marceau. Belfond de Paris publicou "Pimporello" em 1987. Em 2001, um livro novo de fotos para crianças intitulado "Bip In a Book", publicado por Stewart, Tabori & Chang, apareceu nas livrarias dos Estados Unidos, França e Austrália.
Em 1978, criou sua própria escola em Paris: École Internationale de Mimodrame, Marcel Marceau. Em 1996 criou a Marceau Foundation para promover o mime nos Estados Unidos.
Em 1995, o cantor, dançarino, coreógrafo e mímico Michael Jackson e Marceau conceberam um concerto para a HBO, mas o projeto nunca foi concluído. Em 2000, Marceau trouxe toda sua companhia a Nova Iorque para a apresentação de seu novo mimodrama, "O Chapéu de Bowler", visto previamente em Paris, Londres, Tóquio, Taipei, Caracas, Santo Domingo, Valência e em Munique. Desde 1999, quando Marceau retornou com seu clássico espetáculo-solo a Nova Iorque e San Francisco após uma ausência de 15 anos de sucesso de críticas em salas lotadas, sua carreira em América vislumbrava renascimento notável com forte apelo a uma terceira geração. Mais tarde apareceu para sobrepujante aclamação em legendários teatros estadunidenses "The Ford's Theatre" em Washington D.C., "American Repertory Theatre" em Cambridge, Massachusetts, e o "Geffen Playhouse" em Los Angeles, demonstrando apelo atemporal do trabalho e maestria deste original artista.
A nova produção da companhia de Marceau "Les Contes Fantastiques" ("Contos Fantásticos") abriu ao grande público no Théâtre Antoine em Paris.

## Vindas ao Brasil
A primeira vinda de Marcel Marceau ao Brasil data de 1951. Depois disso, veio outras vezes, com turnês em 1997, e a última em 2005, com o espetáculo "O Melhor de Marcel Marceau", aos 82 anos e comemorando 50 de carreira (dois anos antes de seu falecimento).

## Premiações e honrarias
O governo francês conferiu a Marceau sua honra mais elevada, fazendo dele "Oficial da Legião de Honra", e em 1978 recebeu o "Medaille Vermeil de la Ville de Paris".  
Recebeu as chaves de honra das cidades de Nova York, Los Angeles o San Juan de Puerto Rico (1994) e a Orden Generalísimo Francisco de Miranda de Venezuela em outubro de 1996.  
Em novembro de 1998, o presidente Chirac nomeou Marceau à grande "Oficial Nacional da Ordem ao Mérito"; e era um membro eleito da Academia de Belas Artes de Berlim, Academia de Belas Artes de Munique, Academia de Belas Artes do Institut de France. 
Em 1999 a cidade de Nova Iorque estabeleceu o dia 18 de março como o "Dia de Marcel Marceau". 
A cidade de Paris concedeu-lhe o direito de reabrir sua Escola Internacional de Mímica, que oferecia um curso de formação de três anos (Em 2000 fora fechada por haver recursos insuficientes para mantê-la).  
Marceau recebeu também o título de Doutor Honoris Causa da Universidade do Estado de Ohio, da Linfield College, da Universidade de Princeton e da Universidade de Michigan. 
Em 30 de abril de 2001, Marcel Marceau se tornou a 11a primeira pessoa a receber a Medalha Wallenberg.
Marceau aceitou a honra e as responsabilidades de servir como Embaixador da Boa Vontade das Nações Unidas para o Envelhecimento, em assembleia da entidade ocorrida em Madri, Espanha, em abril de 2002.
Em 2006, o artista recebeu o Prêmio Anual do Grande Teatro de Havana, com juri presidido pela "prima Ballerina absoluta" Alicia Alonso.
No centenário de seu nascimento, foi homenageado com um Google Doodle.

## Morte
Marcel Marceau morreu aos 84 anos. A notícia foi divulgada pela imprensa francesa, mas a família não forneceu detalhes sobre sua morte. Seu enterro ocorreu no dia 26 de setembro de 2007 no cemitério parisiense do Père-Lachaise na presença de cerca de 300 pessoas.
Casou-se três vezes e teve quatro filhos.